# Paulo Wangoola
Paulo Wangoola est un intellectuel et activiste ougandais.

## Biographie
Wangoola Paulo est le président fondateur de Mpambo Afrikan Multiversity situé dans la source du Nil en Ouganda dans le royaume de Saga avec un campus situé à Isegero. 
En 1970, il a eu sa maîtrise en éducation pour adultes à l'Université de Southampton et a travaillé comme professeur pour les adultes à l'Université de Makerere. 
Vers 1980 à 1990, Wangoola Paulo, a participé à la construction d'un réseau panafricain d'éducation et de développement des adultes. Quand Idi Amin Dada est venu au pouvoir, il a fui en exil à Nairobi avant de collaborer avec l'Association africaine pour l'alphabétisation et l'éducation des adultes, dont il devient par la suite le secrétaire général. Wangoola Paulo s'est rendu en Ouganda quelques années plus tard pour créer un établissement d'enseignement supérieur exceptionnel en langues maternelles, appelé Mpambo African Multiversity, un établissement centré autour des intellectuels organiques, des hommes et des femmes instruits, des penseurs, philosophes et des talents exceptionnels. Ces individus audacieux, issus des luttes communautaires pour obtenir leur liberté, sont reconnus par leurs camarades et la communauté comme des spécialistes incontournables. 
Paulo Wangoola est revenu après 20 ans à Nairobi, où lui et bien d'autres avaient commencé à rêver d'un développement dirigé par l'Afrique.

## Idéologies
Wangoola Paulo soutient à travers le concept de multiversité qu'il existe une diversité de connaissances et que toutes ces connaissances doivent être valorisées. Il estime qu'aucun pays ou nation ne peut apporter une contribution civilisée au développement de sa population sans une autonomie cognitive et que cette autonomie est inaccessible en dehors des langues maternelles d'une population. Wangoola Paulo affirme que l'emploi de langues étrangères (anglais, français, portugais, arabe) comme outil d'enseignement dans le domaine de l'éducation, de la littérature et de la communication officielle du gouvernement est le principal facteur qui confine l'Afrique dans une position de servitude vis-à-vis des détenteurs de ces langues, dont les Africains subissent les conséquences.

## Œuvres

### Littérature
- 1996 : Towards a Transformative Political Economy of Adult Education[6]

- 2017 : Abalanzi Bomu Nsi Zonna[7]

- Afrikans cannot modernize while using the English language[Quand ?][8]

- 2020-2022: Nabamba Budhagaali Yani?[9]